# قراص كبير
القراص الكبير أو قرّاص (باللاتينية: Urtica dioica) هو نوع نباتي يتبع جنس القراص من الفصيلة القراصية.
موطنه أوروبا وآسيا، وينتشر في معظم أنحاء العالم.

## الوصف النباتي
نبات عشبي حولي ثنائي الجنس لا يزيد ارتفاعه عن 50 سم. تغطي ساقه وأوراقه شعيرات حارقة تسبب تهيجا وحكة قوية لدى ملامستها للجلد حيث أن النبات ذو سمية شديدة. له جذور قصيرة، والساق طويلة يصل طولها إلى متر أو أكثر، بسيطة أو متفرعة، قائمة، رباعية الزوايا. الأوراق معنقة متقابلة طولها 4 ـ 10 سم، رمحية متطاولة، وحادة النهاية وحافتها مسننة، وقاعدتها شبه قلبية. ونصل الأوراق كافة أطول من المعلاق، والزهور الذكرية والأنثوية على شكل عنقود متفرع في إبط الأوراق وتوجد على نباتات مختلفة، والبذور صغيرة بيضية طولها 1 ملم. يزهر النبات بين نيسان وأيلول.
يقول التقليد ان جنود يوليوس قيصر ادخلوا القراص الروماني إلى بريطانيا لاعتقادهم انهم سيحتاجون إلى ضرب انفسهم بالقراص ليحصلوا على الدفء. وحتى وقت قريب كان التقريص أو الضرب بالقراص علاجا شعبيا نموذجيا لالتهاب المفاصل ولا يزال القراص إلى اليوم يستعمل في الطب وهو مقو ومنظف مناسب لفصل الربيع.

## معرض صور

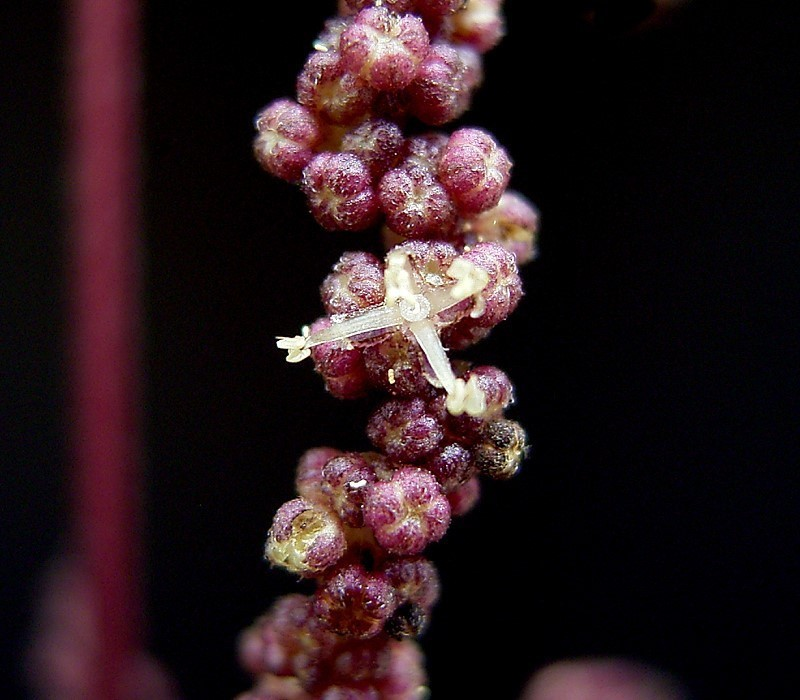
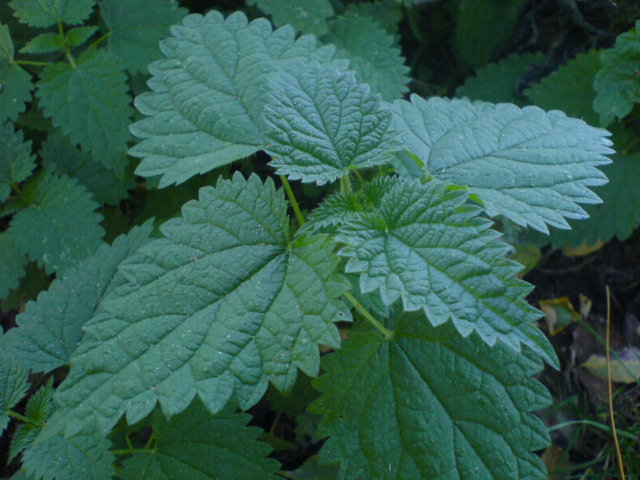
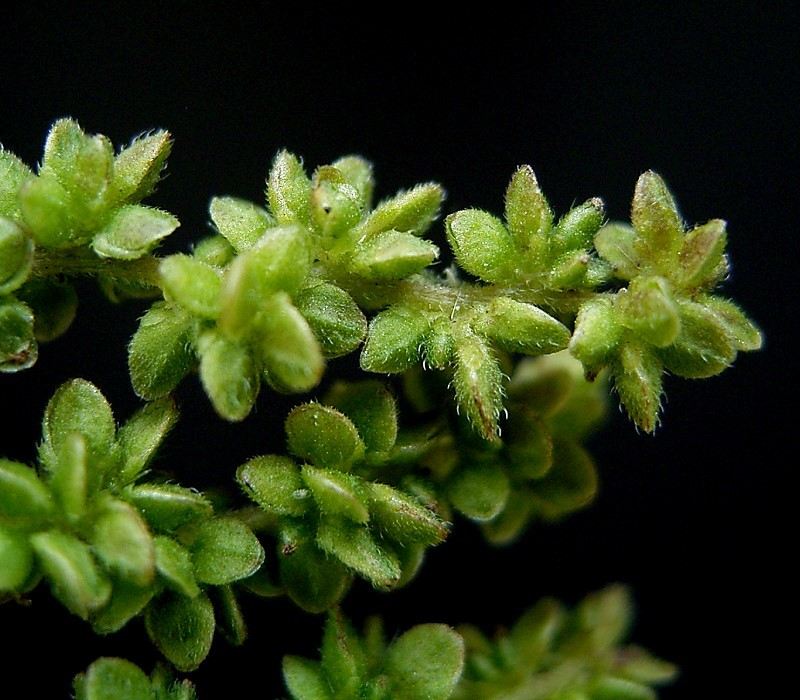
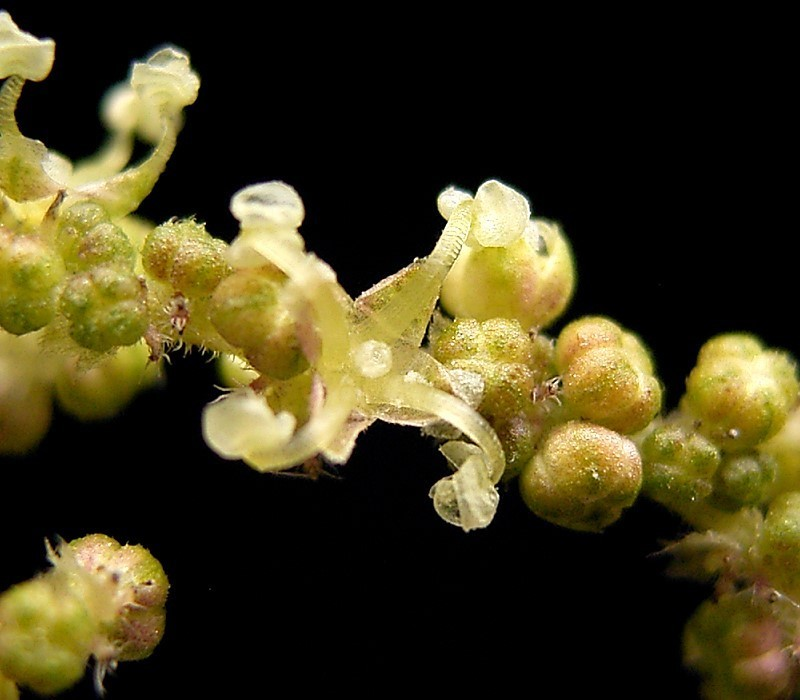
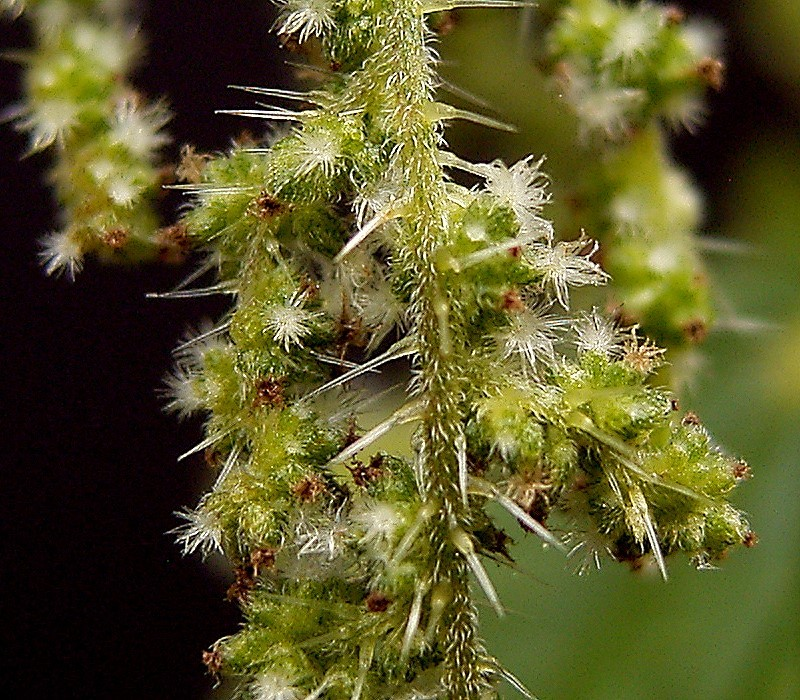